# Jennifer Lopez
Jennifer Lopez (születési név: Jennifer Lynn López, Bronx, New York, 1969. július 24. –) Puerto Ricó-i származású amerikai énekesnő, színésznő, táncos, divattervező és producer. 2011-ben az amerikai People magazin több százezer szavazat alapján a világ legszebb nőjének választotta, a Forbes magazin szerint 2012-ben a világ legbefolyásosabb híressége. Karrierje során jelölték Grammy-, illetve Golden Globe-díjra is.

## Karrier előtti évek
Jennifer New York, Bronx kerületében született, azon belül Castle Hillben. Szülei Puerto Ricó-i származásúak: édesanyja Guadalupe Rodríguez, édesapja David López. Emiatt gyerekkora óta két nyelven beszél, angolul és spanyolul. Két nővére van: Lynda és Leslie. Gyerekkora óta énekesnő és táncos szeretett volna lenni, ezért 1988-ban, 19 évesen beiratkozott egy New York-i tánciskolába. Akkoriban manhattani klubokba járt fellépni, ezzel kereste kenyerét. Lopez azonban ezzel nem elégedett meg: szereplőválogatásokra kezdett járni, míg egyszer felfigyeltek tánctudására, így megkapta az egyik mellékszerepet az In Living Color című amerikai vígjátéksorozatban 1991-ben. Itt egy úgynevezett „fly girl”-t alakított. Ezt megelőzően már láthatták MC Hammer U can't touch this című, 1987-es videóklipjében táncolni. Jennifernek az áttörést Janet Jackson egyik videóklipje hozta meg, amikor szerepet kapott az 1993-as That’s the Way Love Goesban, majd az ezt követő világkörüli turnén is táncolhatott Janet Jackson mellett.

## Zenei pályafutása
Jennifer zenei karrierje 1998-ban kezdődött, amikor a Sony leszerződtette egy önálló album kiadására. Az énekesnőt olyan producerek vették szárnyuk alá, mint Rodney Jerkins vagy Cory Rooney. A két sikerproducer segítségével zenei karrierje beindult. Első lemeze, az On the 6 rögtön az amerikai Top 10-ben debütált, s megjelenését követően Jennifer a legnagyobb latin előadók, mint Ricky Martin és Enrique Iglesias riválisává vált.

### On the six (1999)
Jennifer Lopez debütáló albuma, az On the 6 1999. június 1-jén jelent meg, és rögtön a Billboard 200-as lista első tíz helyezettje közé került. A cím a Manhattant és Bronxt összekötő 6-os metróról lett elnevezve, mivel Jennifer ezzel járt fiatalabb korában tánciskolába. Az első kislemez, az If You Had My Love a Billboard Hot 100-en első lett. A Waiting for Tonight szintén a top 10-be került be. Az albumon szerepelt egy spanyol nyelvű duett Marc Anthonyval is, a No Me Ames. Annak ellenére, hogy a dalt hivatalosan nem adták ki, a szám a U.S. Top Latin Songs listán első helyezést ért el. A harmadik kislemezen, a Feelin’ So Goodon Big Pun és Fat Joe működött közre, azonban a dal csak mérsékelt sikert aratott. Az utolsó kislemezt, a Let's Get Loudot Grammy-díjra jelölték 2001-ben, a Legjobb dance felvétel kategóriában. A Waiting for Tonightot az előző évben jelölték, ugyanebben a kategóriában. A No Me Ames is begyűjtött két latin Grammy-jelölést 2000-ben a Legjobb pop vokális előadás duó vagy csapat által és a Legjobb videóklip kategóriákban.
Az albumból hétmilliót adtak el világszerte, és ezzel Jennifer világsztár lett.

### J. Lo (2001)
Második nagylemeze, a J. Lo 2001. január 23-án jelent meg, és a Billboard 200-as lista első helyén debütált. Amikor filmje, a Szeretném, ha szeretnél szintén első helyezést ért el, Lopez lett az első színész-énekes, akinek albuma és filmje ugyanazon a héten csúcspozíciót tudott produkálni. Az album első kislemeze a Love Don’t Cost a Thing Amerikában a 3., Angliában az 1. helyig tornázta fel magát. A Play volt soron következő dal, amely a top 20 közé került a Billboard Hot 100-on. A következő kislemezek szintén sikeresek lettek: az Ain't It Funny Európában aratott sikert, míg az I'm Real Amerikában lett első. A dalok sikerein felbuzdulva, Jennifer segítségül hívta Irv Gottit és Ja Rule-t, hogy átkeverjék a számokat, így születtek meg az I'm Real és az Ain't It Funny Murder Inc. remixváltozatai. Mindkét szám több hétig vezette a Billboard Hot 100-at. Ezt követően az énekesnő 32. születésnapján újra kiadta az albumot az I'm Real remixváltozatával.

### J to tha L-O!: The Remixes (2002)
A J. Lo album sikerén felbuzdulva az énekesnő úgy döntött, hogy piacra dobja az album remixváltozatát is, amely 2002. február 5-én jelent meg. A lemez rögtön a Billboard 200-as lemezeladási lista első helyén debütált, és ezzel az eredménnyel ez lett az első remixalbum a zenetörténet során, ami az említett lista első helyén nyitott. A lemez készítői között volt P. Diddy, Fat Joe és Nas is. A korongra ritka dance és hiphopremixek kerültek fel, a korábban kiadott kislemezekről. Ez a mindmáig negyedik legsikeresebb remixalbum Michael Jackson Blood on the Dance Floor: HIStory in the Mix, a Beatles Love és Madonna You Can Dance című albumai után.

### This Is Me… Then (2002)
2002. november 26-án jelent meg harmadik stúdióalbuma This Is Me… Then címmel, amely a 2. helyezést érte el az amerikai Billboard 200-as listán. Négy kislemez is került ki róla, elsőként a Jenny from the Block, amely Amerikában harmadik lett, második kislemezként jött ki az All I Have, LL Cool Jvel, amely több hetet töltött a Billboard Hot 100 lista csúcsán, harmadikként jelent meg az I'm Glad. Az album negyedik kislemeze a Baby… I Love You lett. A This Is Me… Then érdekessége, hogy tartalmaz egy feldolgozást, a You Belong To Me-t, egy 1978-as Carly Simon-szám feldolgozását.
Az I'm Glad című dal videóklipje az 1983-as Flashdance című filmet dolgozta fel, ami szerzői jogok miatt perhez vezetett. A pert később ejtették.
A lemezből hatmilliót példányt adtak el világszerte, ebből Amerikában 2,5 millió fogyott.

### Rebirth (2005)
Három évet kellett várni a rajongóknak, hogy a Rebirth című negyedik Jennifer Lopez-album 2005. március 1-jén megjelenjen. A sikeres debütálás ellenére (2. Amerikában, 1. Svájcban) a lemez nem lett túl sikeres, azonban elérte a platinalemez besorolást az USA-ban. Első kislemeze, a Get Right Európában tarolt: szinte minden országban a Top 10-ben landolt, Angliában az első helyet is elérte. Ez lett ezzel ott a második első helyezést elért dala. Amerikában ezzel szemben csak a 12. helyig jutott. Az album második kislemeze, a Hold You Down még ennél is rosszabbul szerepelt a listákon: Amerikában csak a 64. helyig jutott. Nagyobb sikert aratott azonban Ausztráliában, ahol 17. lett és Angliában, ahol 6. volt. Az albumból összesen 3,3 milliót értékesítettek, ebből Amerikában 1,1 millió fogyott el.

### Como Ama una Mujer (2007)
A Como Ama una Mujer 2007. április 7-én jelent meg. A CD kizárólag spanyol nyelvű dalokat tartalmaz, többnyire balladákat. Az első kislemez az albumról a Qué hiciste (Mit tettél?), amely több országban is remekül nyitott, például Magyarországon rögtön a 6. helyen, ezzel ez lett az év legjobban startoló dala. A Qué Hiciste az első spanyol dal, amely első tudott lenni az amerikai MTV TRL című műsorban.

### Brave (2007)
Jennifer 2007-ben tért vissza ötödik angol nyelvű albumával. A produceri munkákat ezúttal Midi Mafia, J. R. Rotem, Lynn és Wade, valamint Ryan Tedder látta el. Az első kislemez a Do It Well címet viseli. A szám bejutott a Top 10-be Brazíliában, Olaszországban, Bulgáriában és a Top 20-ba Angliában, Lengyelországban és Ausztráliában, az USA-ban azonban csak a 31. helyet tudta megszerezni. Sikerült vezetnie a Billboardos Hot Dance Club Play listát is, ahogy a Hold It Don't Drop It-nak is.
A 2. klip a Hold It Don't Drop It című számhoz készült. Ez a dal azonban korlátozott megjelenést kapott, csak Európa egyes részein jelent meg, az USA-ban nem adták ki. A pozitív kritikák ellenére csak a 72. helyet érte el Angliában, 4. lett Olaszországban. A kevésbé sikeres szereplésekhez az is hozzátartozik, hogy törölték a maxi fizikai megjelenését Lopez terhessége miatt. A dalhoz készült videót terhessége alatt vették fel.
A 3. kislemeznek a Brave című címadó dalt tervezték, de a Brave album alacsony fogyása miatt ezt elvetették. Ennek ellenére kitűnő eredményeket ért el a dal klip nélkül is néhány listán. Bulgáriában a 19. lett, az orosz hivatalos listán a 7., Dél-Koreában 1. is tudott lenni (itt több mint 22 hétig volt a Top 5-ben).

### Love? (2011)
Jennifer 2011-ben újra visszatért legújabb hetedik albumával, ami Love? címet viseli. Az album készítése alatt ikreivel volt várandós, ami miatt számára a legszemélyesebb albuma lett. Rengeteget inspirálta ez az időszak és maga a szerelmi élete is, amit akkoriban tapasztalt meg. Az albuma kiadása után vegyes kritikákat kapott, egyesek kritizálták, mások szerint rendkívüli dance album lett. Az amerikai Billboard 200-as listán az 5. helyen debütált, ezzel ez lett a hatodik albuma, ami a top 10-be került a listán.
Az album első kislemeze az “On the Floor” című dal, amit Pitbull közreműködésével készített. A dal a Billboard Top 100-as listáján a 3. helyig jutott, több nemzetközi listán pedig az 1. helyet is sikerült megszerezni. Magyarországon 4. helyig jutott a Rádiós Top 40 listán. A dal mára több milliárd nézettséget generált a hivatalos platformokon.
Az album második és harmadik kislemeze (“I’m Into You” és “Papi”) ugyan 1. helyet szerzett a Billboard Hot Dance Club Songs listán, csak mérsékelt sikereket értek el.
A.K.A. (2014)
J-Lo legfrissebb alkotása 2014-ben jelent meg, melynek címe az A.K.A. Ez énekesnő nyolcadik albuma, ami a Capitol Records gondozásában készült. Az album munkálatai még 2013 februárjában kezdődött, közvetlenül első világturnéja a Dance Again World Tour után. Az albumot eredetileg 2013 novemberében adta volna ki, de a kiadás dátuma végül 2014-re csúszott.
Kezdetekben az albumot kizárólag RedOne készítette, szerinte több különböző műfajt is felölelt az album, mint az urban-pop, dance-pop és a latin. Végül, az énekesnő korábbi segítői Cory Rooney és Benny Medina is társproducerei lettek az albumnak. Ők és J-Lo hozzáadtak R&B és EDM elemeket is az alkotáshoz.
Az album kiadásakor vegyes kritikákat kapott a műfaji sokszínűség miatt, viszont egyes dalokat dicséret is ért. Eladási számokat tekintve csak kevés siker köthető hozzá. Írországban és az Egyesült Királyságban a Top 40-be se került be. A kiadás első hetében 33  000 albumot értékesítettek az USA-ban, ami az énekesnő eddigi legalacsonyabb első heti eredménye. Az album J-Lo legsikertelenebb albuma eddig.
Három kislemez készült az albumról, melyből kettő már az album megjelenése előtt kiadott. (“I Luh Ya Papi” és a “First Love”) Az album legsikeresebb dala a harmadik kislemez, a “Booty”, ami Iggy Azalea közreműködésében készült. A dal a Billboard 100-as listáján a 18. helyig jutott.

### Egyéb zenei közreműködések
Jennifer vendégszerepelt Marc Anthony 2004-es albumán. A házaspár egy duettet vett fel Anthony új lemezére, melynek címe Escapemonos lett. Ezt a dalt a 2004-es Grammy-díjátadón élőben előadták.
LL Cool J kisebb szünet után 2006 elején tért vissza egy új dallal, amelyben ismét Jennifert hívta segítségül. Így született a Control Myself, amely 2006. február 1-jén jelent meg. A dal az All Have-vel ellentétben pörgős szám; Amerikában 4., Angliában 2. lett a listákon.

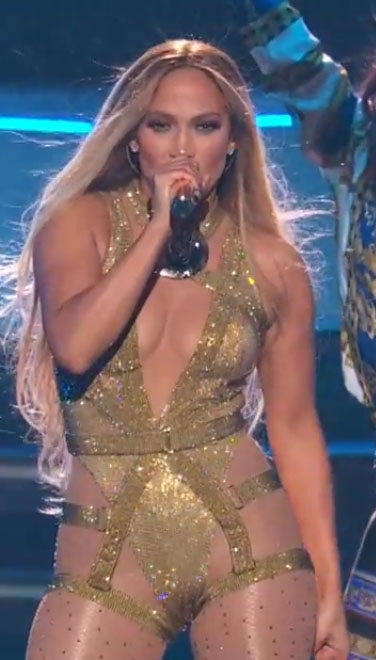
2018-ban MTV díjátadó gála

## Diszkográfia

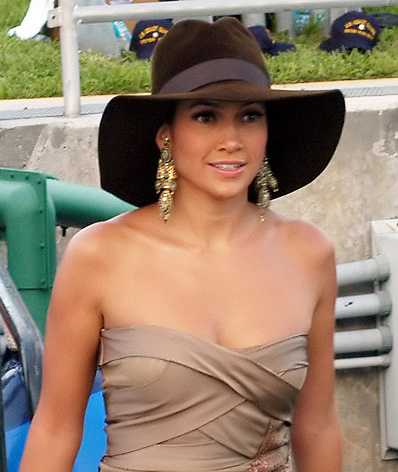
2004-ben

### Stúdióalbumok
- 1999: On the 6
- 2001: J. Lo
- 2002: This Is Me… Then
- 2005: Rebirth
- 2007: Como Ama una Mujer (spanyol nyelvű album)
- 2007: Brave
- 2011: Love?
- 2014: A.K.A.
- 2024: This Is Me... Now

### Remixalbumok
- 2002: J to tha L-O!: The Remixes

### DVD-k
- 2000: Feelin’ So Good
- 2003: Let's Get Loud
- 2003: The Reel Me
- 2007: Como Ama una Mujer

Zenei Album
- 2022: Marry Me

### Első helyezést elért kislemezek
| Év       | Kislemez                                                    | Csúcspozíció | Csúcspozíció | Csúcspozíció | Csúcspozíció |
| Év       | Kislemez                                                    | USA          | UK           | CAN          | AUS          |
| -------- | ----------------------------------------------------------- | ------------ | ------------ | ------------ | ------------ |
| 1999     | If You Had My Love                                          | 1            | 4            | 1            | 1            |
| 2001     | Love Don’t Cost a Thing                                     | 3            | 1            | 1            | 4            |
| 2001     | I'm Real/I'm Real (Murder Remix) (ft. Ja Rule)              | 1            | 4            | 6            | 3            |
| 2002     | Ain’t It Funny (Murder Remix) (ft. Ja Rule & Caddillac Tah) | 1            | 4            | 12           | —            |
| 2002     | Jenny from the Block (featuring Styles P és Jadakiss)       | 3            | 3            | 1            | 5            |
| 2003     | All I Have (featuring LL Cool J)                            | 1            | 2            | 6            | 2            |
| 2005     | Get Right                                                   | 12           | 1            | 3            | 3            |
| Összesen | Első helyezett dalok                                        | 4            | 2            | 3            | 1            |

### Zenéi, kislemezei, albumai
| Év   | Zenéi                                                                            | Kislemezei | Albumai |
| ---- | -------------------------------------------------------------------------------- | ---------- | --- |
| 1999 | If You Had My Love                                                               | Nincs      | On the 6 |
| 1999 | No Me Ames (ft. Marc Anthony)                                                    | Nincs      | On the 6 |
| 1999 | Waiting for Tonight                                                              | Nincs      | On the 6 |
| 1999 | Waiting for Tonight (Spanish Version)                                            | Nincs      | On the 6 |
| 1999 | Should've never                                                                  | Nincs      | On the 6 |
| 1999 | Too Late                                                                         | Nincs      | On the 6 |
| 1999 | Let's Get Loud                                                                   | Nincs      | On the 6 |
| 1999 | Could This Be Love                                                               | Nincs      | On the 6 |
| 1999 | Feelin' So Good (Remix ft. Big Pun & Fat Joe)                                    | Nincs      | On the 6 |
| 1999 | No Me Ames (Tropical Remix)                                                      | Nincs      | On the 6 |
| 1999 | Open Off My Love                                                                 | Nincs      | On the 6 |
| 1999 | Promise Me You'll Try                                                            | Nincs      | On the 6 |
| 1999 | Its's Not That Serious                                                           | Nincs      | On the 6 |
| 1999 | Talk About Us                                                                    | Nincs      | On the 6 |
| 2000 | Feelin’ So Good (ft. Big Pun & Fat Joe)                                          |            | On the 6 |
| 2001 | Love Don’t Cost a Thing                                                          |            | J. Lo |
| 2001 | Play                                                                             |            | J. Lo |
| 2001 | Ain’t It Funny                                                                   |            | J. Lo |
| 2001 | I’m Real                                                                         |            | J. Lo |
| 2001 | I'm Real (Murder Remix) (ft. Ja Rule)                                            |            | J to tha L-O!: The Remixes                                                                                                  |
| 2001 | Ain’t It Funny (Murder Remix)                                                    |            | J to tha L-O!: The Remixes                                                                                                  |
| 2002 | I'm Gonna Be Alright (Track Masters Remix)                                       |            | J to tha L-O!: The Remixes                                                                                                  |
| 2002 | Alive                                                                            |            | J to tha L-O!: The Remixes                                                                                                  |
| 2002 | Jenny from the Block (ft. Styles & Jadakiss)                                     |            | This Is Me… Then |
| 2003 | All I Have (ft. LL Cool J)                                                       |            | This Is Me… Then |
| 2003 | I'm Glad                                                                         |            | This Is Me… Then |
| 2004 | Baby I ♥ U!                                                                      |            | This Is Me… Then |
| 2005 | Get Right (ft. Fabolous)                                                         |            | Rebirth |
| 2005 | Hold You Down (ft. Fat Joe)                                                      |            | Rebirth |
| 2007 | Qué hiciste                                                                      |            | Como Ama una Mujer |
| 2007 | Me Haces Falta                                                                   |            | Como Ama una Mujer |
| 2007 | Por Arriesgarnos (ft. Marc Anthony)                                              |            | Como Ama una Mujer |
| 2007 | Do It Well                                                                       |            | Brave |
| 2008 | Hold It, Don't Drop It                                                           |            | Brave |
| 2009 | Fresh Out the Oven (ft. Pitbull)                                                 |            | Nem szerepel albumon |
| 2009 | Louboutins                                                                       |            | Nem szerepel albumon |
| 2011 | On the Floor (ft. Pitbull)                                                       |            | Love? |
| 2011 | I'm Into You (ft. Lil Wayne)                                                     |            | Love? |
| 2011 | Papi                                                                             |            | Love? |
| 2012 | Dance Again (ft. Pitbull)                                                        |            | Dance Again... the Hits |
| 2012 | Goin' In (ft. FloRida)                                                           |            | Dance Again... the Hits |
| 2013 | Live it Up (ft. Pitbull)                                                         |            | Nem szerepel albumon |
| 2014 | I Luh Ya Papi (ft. French Montana)                                               |            | A.K.A. |
| 2014 | First Love                                                                       |            | A.K.A. |
| 2014 | Booty (ft. Iggy Azalea)                                                          |            | A.K.A. |
| 2014 | Same Girl                                                                        |            | A.K.A. |
| 2015 | Feel The Light                                                                   |            | Home! (Filmzene) |
| 2016 | Ain't Your Mama                                                                  |            | Nem szerepelnek albumon |
| 2016 | Love Make The World Go Round                                                     |            | Nem szerepelnek albumon |
| 2017 | Ni Tu Ni Yo (ft. Gente de Zona ) Amor,Amor,Amor (ft. Wisin)                      |            | Kislemezek: - Ni Tu Ni Yo - Amor,Amor,Amor                                                                                  |
| 2018 | Us El Anillo Dinero (ft. Cardi B & DJ Khaled) Te Guste (ft. Bad Bunny) Limitless |            | Kislemezek: - Us (Remix) - El Anillo (Remix) - Dinero (Remix,Cade remix) - Te Guste - Limitless from the Movie "Second Act" |
| 2019 | Medicine Baila Conmigo                                                           |            | Kislemezek: - Baila Conmigo - Medicine (Remix)                                                                              |
| 2020 | Pa' Ti Lonely In The Morning                                                     |            | |

## Színészet
Jennifer már korai éveiben megpróbálkozott a színészettel, azonban csak felejthető produkciókban láthattuk: South Central, Second Chances, Hotel Malibu (sorozatok, melyekben epizódszerepeket kapott), majd 1995-ben fontosabb szerepet kapott a Nurses on the Line: The Crash of Flight 7 (Légimentők) című tévéfilmben. Lopez első nagy szerepét a Wesley Snipes oldalán kapta a Pénzvonat (Money Train) című akciófilmben, egy évvel később pedig Francis Ford Coppola rendezésében a Jack című moziban Robin Williams általános iskolai tanárát játszotta el. 1997-ben két filmben is láthattuk: az egyikben Jack Nicholson oldalán, A nyakék nyomában (Blood and Wine) című filmben szerepelt. A másik mozi hozta meg igazán a sikert: a híres Selena Quintanillát formálta meg a Dalok szárnyán (Selena) című filmben, amelyért Golden Globe-díjra jelölték a „Legjobb Mozgókép musical/vígjáték” kategóriában.

## Filmográfia

### Film
| Év   | Magyar cím                              | Eredeti cím                       | Szerep                            | Magyar hang      | Rendező               |
| ---- | --------------------------------------- | --------------------------------- | --------------------------------- | ---------------- | --------------------- |
| 1986 |                                         | My Little Girl                    | Myra                              |                  | David Saperstein      |
| 1993 | Légi mentők (Ápolónők Mexikóban)        | Lost in the Wild                  | Rosie Romero                      | Biró Anikó       | Larry Shaw            |
| 1995 | Pénzvonat                               | Money Train                       | Grace Santiago                    | Németh Borbála   | Joseph Ruben          |
| 1995 | Pénzvonat                               | Money Train                       | Grace Santiago                    | Söptei Andrea    | Joseph Ruben          |
| 1995 | Az én családom                          | My Family                         | María Sánchez                     |                  | Gregory Nava (1)      |
| 1996 | Jack                                    | Jack                              | Miss Márquez                      | Balázs Ágnes     | Francis Ford Coppola  |
| 1996 | A nyakék nyomában                       | Blood and Wine                    | Gabriella                         | Hámori Eszter    | Bob Rafelson          |
| 1997 | Dalok szárnyán                          | Selena                            | Selena Quintanilla-Pérez          | Somlai Edina     | Gregory Nava (2)      |
| 1997 | Anakonda                                | Anaconda                          | Terri Flores                      | Bognár Gyöngyvér | Luis Llosa            |
| 1997 | Halálkanyar                             | U Turn                            | Grace McKenna                     | Somlai Edina     | Oliver Stone          |
| 1998 | Mint a kámfor                           | Out of Sight                      | Karen Sisco                       | Pápai Erika      | Steven Soderbergh     |
| 1998 | Z, a hangya                             | Antz                              | Azteca (hangja)                   | Rudolf Teréz     | Tim Johnson (1)       |
| 2000 | A sejt                                  | The Cell                          | Catherine Deane                   | Pápai Erika      | Tarsem Singh          |
| 2001 | Szeretném, ha szeretnél                 | The Wedding Planner               | Mary Fiore                        | Pápai Erika      | Adam Shankman         |
| 2001 | Angyali szemek                          | Angel Eyes                        | Sharon Pogue                      | Pápai Erika      | Luis Mandoki          |
| 2001 | Angyali szemek                          | Angel Eyes                        | Sharon Pogue                      | Tóth Auguszta    | Luis Mandoki          |
| 2002 | Most már elég!                          | Enough                            | Slim Hiller                       | Németh Borbála   | Michael Apted         |
| 2002 | Álmomban már láttalak                   | Maid in Manhattan                 | Marisa Ventura                    | Németh Borbála   | Wayne Wang            |
| 2003 | Gengszter románc                        | Gigli                             | Ricki                             | Németh Borbála   | Martin Brest          |
| 2004 | Apja lánya                              | Jersey Girl                       | Gertrude Steiney                  | Solecki Janka    | Kevin Smith           |
| 2004 | Hölgyválasz                             | Shall We Dance?                   | Paulina                           | Pápai Erika      | Peter Chelsom         |
| 2005 | Anyád napja                             | Monster-in-Law                    | Charlotte „Charlie” Cantilini     | Kéri Kitty       | Robert Luketic        |
| 2005 | Befejezetlen élet                       | An Unfinished Life                | Jean Gilkyson                     | Németh Borbála   | Lasse Hallström       |
| 2006 | A tánc szenvedélye                      | El Cantante                       | Puchi                             | Pápai Erika      | Leon Ichaso           |
| 2006 | Bordertown – Átkelő a halálba           | Bordertown                        | Lauren Adrian                     | Pápai Erika      | Gregory Nava (3)      |
| 2007 | Érezd a ritmust                         | Feel the Noise                    | önmaga (cameo)                    |                  | Alejandro Chomski     |
| 2010 | Ilyen a formám                          | The Back-up Plan                  | Zoe                               | Pikali Gerda     | Alan Poul             |
| 2012 | Várandósok – Az a bizonyos kilenc hónap | What to expect when you expecting | Holly                             | Pikali Gerda     | Kirk Jones            |
| 2012 | Jégkorszak 4. – Vándorló kontinens      | Ice Age: Continental Drift        | Shira (hangja)                    | Bertalan Ágnes   | Michael Thurmeier (1) |
| 2012 | Jégkorszak 4. – Vándorló kontinens      | Ice Age: Continental Drift        | Shira (hangja)                    | Bertalan Ágnes   | Steve Martino         |
| 2013 | Parker                                  | Parker                            | Leslie Rogers                     | Pápai Erika      | Taylor Hackford       |
| 2015 | A szomszéd fiú                          | The Boy Next Door                 | Claire Peterson                   | Pikali Gerda     | Rob Cohen             |
| 2015 | Lila és Eve                             | Lila & Eve                        | Eve Rafael                        |                  | Charles Stone III     |
| 2015 | Végre otthon!                           | Home                              | Lucy (hangja)                     | Pápai Erika      | Tim Johnson (2)       |
| 2016 | Jégkorszak – A nagy bumm                | Ice Age: Collision Course         | Shira (hangja)                    | Bertalan Ágnes   | Michael Thurmeier (2) |
| 2018 | Álommeló                                | Second Act                        | Maya DaVilla / Maria Vargas       | Pápai Erika      | Peter Segal           |
| 2019 | A Wall Street pillangói                 | Hustlers                          | Ramona                            | Pápai Erika      | Lorene Scafaria       |
| 2022 | Vegyél el                               | Marry me                          | Katalina „Kat” Valdez             | Németh Borbála   | Kat Coiro             |
| 2022 | Félidő (dokumentumfilm)                 | Jennifer Lopez: Halftime          | önmaga                            | Pápai Erika      | Amanda Micheli        |
| 2023 | Ásó, kapa, géppisztoly                  | Shotgun Wedding                   | Darcy                             | Pikali Gerda     | Jason Moore           |
| 2023 | Anya                                    | The Mother                        | Anya                              | Pápai Erika      | Niki Caro             |
| 2024 | Atlas                                   | Atlas                             | Atlas Shepherd                    | Németh Borbála   | Brad Peyton           |
| 2024 |                                         | This Is Me... Now: A Love Story   | A művész                          |                  | Dave Meyers           |
| 2024 | Nincs lehetetlen                        | Unstoppable                       | Judy Robles                       |                  | William Goldenberg    |
| 2025 |                                         | Kiss of the Spider Woman          | Ingrid Luna / Aurora / Pókasszony |                  | Bill Condon           |

### Televízió
Jennifer jelentősebb szerepet 2004-ben kapott a Will és Grace című amerikai vígjátéksorozatban, ahol saját magát alakította. Lopez a hetedik évad zárórészeiben tűnt fel.
2007. január 15-én indult a DanceLife című reality show az amerikai MTV csatornán. A műsorban hat tehetséges táncos életébe pillanthatott bele a néző. A nyolc részre tervezett produkcióban Jennifer is többször feltűnt, valamint a latin díva jegyezte a produceri munkákat is.

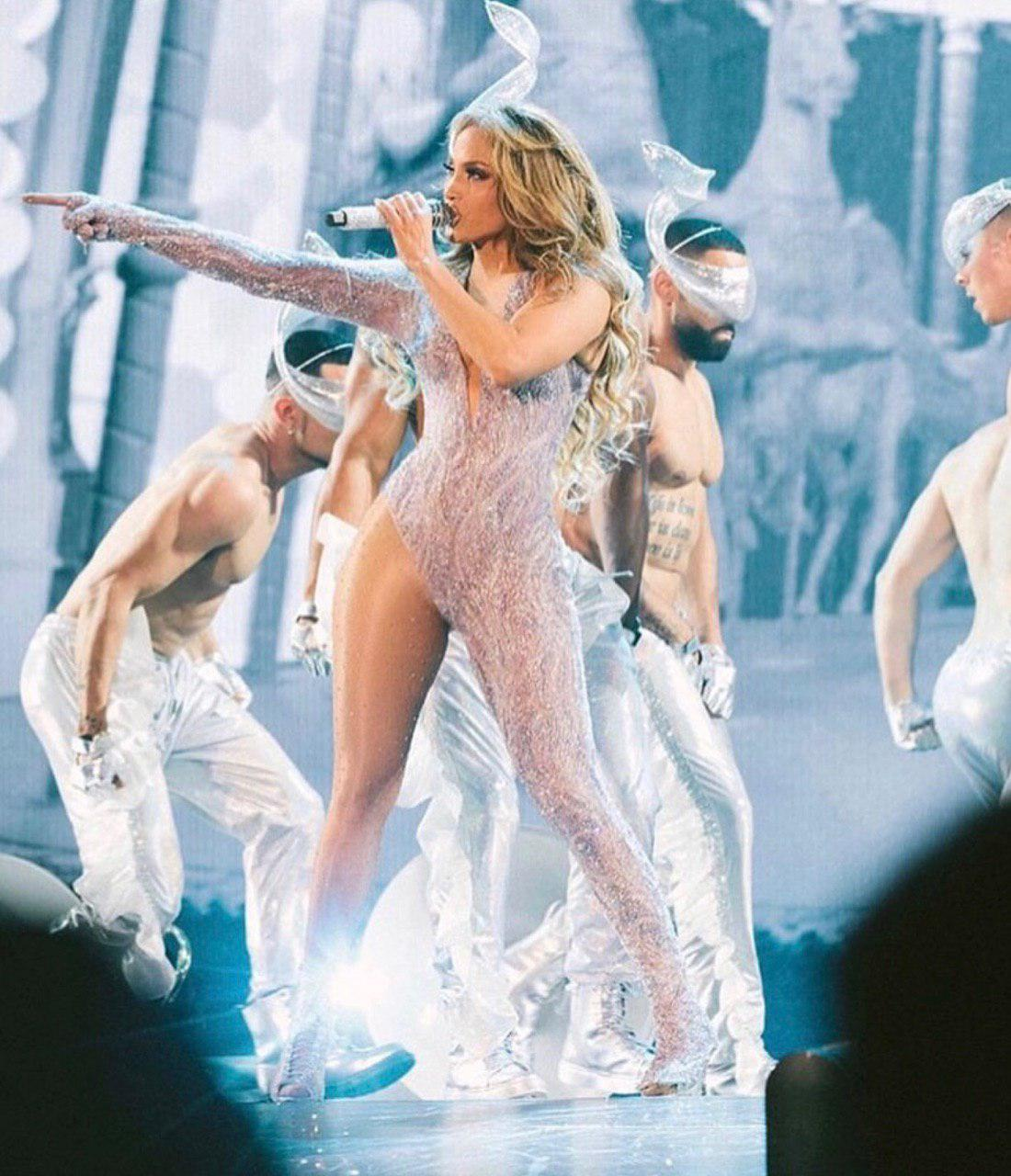
2019-es turnéján (Medicine)

| Év        | Sorozat               | Szerep        | Epizódok száma |
| --------- | --------------------- | ------------- | -------------- |
| 1991–1993 | In Living Color       | Fly Girl      | 16 epizód      |
| 1993–1994 | Second Changes        | Melinda Lopez | 6 epizód       |
| 1994      | South Central         | Lucille       | 1 epizód       |
| 1994      | Hotel Malibu          | Melinda Lopez | 1 epizód       |
| 2004      | Will és Grace         | cameo         | 3 epizód       |
| 2010      | Így jártam anyátokkal | Anita Appleby | 1 epizód       |
| 2011-től  | American Idol         | Zsűritag      |                |
| 2016-2018 | Shades of Blue        | Harlee Santos | 3. évad        |
| 2017-től  | World of Dance        | Zsűritag      | 4.évad         |

## Könyv
- Igaz szeretet; fotó Ana Carballosa, ford. Szajki-Vörös Adél; Kossuth, Bp., 2015